# 下店静市
下店 静市（しもみせ しずいち、1900年2月16日 - 1974年6月26日）は、日本の美術史家。

## 来歴
奈良県出身。立命館大学中退。東京帝国大学美学美術史研究室に学び、1928年「京都美術大観」編集に参加。様式と風土の関連から日本・東洋美術史を研究し、「絵そらごと」「俯瞰法」などの概念を基礎づける。帝塚山大学教授。1960年「日本古代絵画史研究」で関西大学文学博士。

## 著書
- 鳥羽僧正 アルス美術叢書 第26編 アルス 1927年）
- 信実　アルス美術叢書 第28編 （アルス 1928年）
- 支那絵画史研究 （冨山房 1934年）
- 東洋画の見方と技法 （駸々堂 (駸々選書) 1943年）
- 唐絵と大和絵 （新日本図書 1944年）
- 大和絵史研究 （冨山房 1944年）
- 大和絵 （高桐書院 (京都叢書) 1946年）
- 美術随筆 （河原書店 1947年）
- 古美術ノート （永田文昌堂 (東山叢書) 1947年）
- 日本絵画史研究 （冨山房 1948年）
- 大和路を行く （芸艸堂出版部 1948年）
- 大和絵史 絵巻物史 （冨山房 1956年）
- 下店静市先生遺文集 （比較文化史学会 1975年6月）
- 下店静市著作集 全9巻 （下店静市著作集編集委員会、講談社出版研究所 講談社 1980年-1988年）

## 共編著
- 渓仙八十一話 （富田渓仙 改造社 1925年）
- 日本の文様 24 けもの （宗政五十緒、河原正彦共著 光琳社出版 1976年11月）

## 参考
- 日本人名大辞典